# Абрамов, Георгий Андреевич
Гео́ргий Андре́евич Абра́мов — советский певец (бас). Заслуженный артист РСФСР (1944). Выступал на гастролях в Польше, Венгрии, Румынии, ГДР.

## Биография
С 1911 по 1915 год проходил обучение во Втором Арбатском городском реальном училище. После успешного окончания работал учеником в мастерской кожевенных изделий. После этого в течение десяти лет до 1928 года работал слесарем-водопроводчиком в Московском Государственном Университете, одновременно принимал участие в самодеятельности Университета.
В 1931 году Георгий Андреевич окончил Московский музыкальный техникум им. А. и Н. Рубинштейнов. После войны выступал с оркестром Александра Цфасмана, эстрадным оркестром Кнушевицкого.
С 1931 по 1966 год Георгий Абрамов был солистом Всесоюзного радио и телевидения и оперной группы Всесоюзного радио. В 1954—1958 годах преподавал в Государственном музыкально-педагогическом институте имени Гнесиных. В 1956 году сыграл в фильме-опере «Как Джанни попал в ад» («Джанни Скикки» Дж. Пуччини).
Умер в 1966 году. Похоронен на Ваганьковском кладбище (43 уч.).

## Награды
- «Почётный радист» (1950)
- Медаль «За оборону Москвы»
- «За доблестный труд в Великой Отечественной войне 1941—1945 гг.»
- Медаль «В память 800-летия Москвы».

## Увековечение памяти
- Георгию Абрамову посвящена песня «Шумел сурово брянский лес» Сигизмунда Каца[2].
- Георгию Абрамову посвящена песня «Одинокая гармонь» Бориса Мокроусова[3]

## Фильмография
- 1955 — Как Джанни попал в ад, телефильм-опера — Бетто, также исполняет оперные партии